# Васіліс Дімітріадіс
Васі́ліс Дімітріа́діс (грец. Βασίλης Δημητριάδης; народився 1 лютого 1966; Греція) — грецький футболіст, нападник. Дімітріадіс захищав кольори національної збірної Греції, у складі якої брав участь у чемпіонаті світу 1994 року. Виступав за команди «Аріс» та АЕК. В сезонах 1991—1992 і 1992—1993 здобув звання найкращого бомбардира Альфа Етнікі.

## Клубна кар'єра
Свою футбольну кар'єру Дімітріадіс розпочав у клубі із Салонік «Аріс». У 1986 році складі «Аріса» дебютував у найвищій лізі чемпіонату Греції — Альфа Етнікі. Починаючи з сезону 1987—88 Дімітріадіс став основним гравцем команди, за яку провів 5 сезонів.
Влітку 1991 року Дімітріадіс підписав контракт з афінським АЕКом. В сезоні 1991—1992 із 28 голами став найкращим бомбардиром чемпіонату Греції, а його команда виграла національну першість. В наступному сезоні Дімітріадіс відзначився 33 голами і вдруге поспіль здобув звання найкращого бомбардира Альфа Етнікі, а АЕК знов виборов золоті медалі чемпіоном країни. В сезоні 1993—1994 Дімітріадіс у складі АЕКа втретє став чемпіоном, а в наступних сезонах 1995—1996 та 1996—1997 двічі поспіль став володарем Кубка Греції. За 5,5 років проведених за АЕК Дімітріадіс зіграв 154 матчі та забив 81 гол. У сезоні 1996—1997 році, нападник повернувся до «Аріса», де по закінченні чемпіонату завершив футбольну кар'єру.

## Статистика
| Сезон   | Клуб | Країна | Ліга         | Матчі | Голи |
| ------- | ---- | ------ | ------------ | ----- | ---- |
| 1986—87 | Аріс | Греція | Альфа Етнікі | 15    | 3    |
| 1987—88 | Аріс | Греція | Альфа Етнікі | 29    | 12   |
| 1988—89 | Аріс | Греція | Альфа Етнікі | 25    | 7    |
| 1989—90 | Аріс | Греція | Альфа Етнікі | 25    | 7    |
| 1990—91 | Аріс | Греція | Альфа Етнікі | 29    | 9    |
| 1991—92 | АЕК  | Греція | Альфа Етнікі | 34    | 28   |
| 1992—93 | АЕК  | Греція | Альфа Етнікі | 33    | 33   |
| 1993—94 | АЕК  | Греція | Альфа Етнікі | 33    | 11   |
| 1994—95 | АЕК  | Греція | Альфа Етнікі | 29    | 8    |
| 1995—96 | АЕК  | Греція | Альфа Етнікі | 20    | 1    |
| 1996—97 | АЕК  | Греція | Альфа Етнікі | 5     | 0    |
| 1996—97 | Аріс | Греція | Альфа Етнікі | 15    | 8    |

## Кар'єра в збірній
За національну збірну Греції Дімітріадіс дебютував 17 лютого 1988 року в товариському матчі проти Північної Ірландії, в якому Греція здобула перемогу з рахунком 3:2.  В складі збірної брав участь у чемпіонаті світу 1994 року і виходив на поле в двох поєдинках: проти Болгарії та Нігерії. Останній матч зіграв наприкінці 1994 року. Загалом за збірну Дімітріадіс провів 28 матчів та забив 2 голи.

### Матчі за збірну
| #   | Дата       | Стадіон                         | Суперник          | Рахунок | Турнір              | Місце      | Голи       | Жовта картка · Червона картка | Капітан |
| --- | ---------- | ------------------------------- | ----------------- | ------- | ------------------- | ---------- | ---------- | ----------------------------- | ------- |
| 01. | 17.02.1988 | «Спиридон Луїс», Афіни          | Північна Ірландія | 3—2     | Товариський матч    | Греція     |            |                               |         |
| 02. | 23.03.1988 | «Спиридон Луїс», Афіни          | СРСР              | 0—4     | Товариський матч    | Греція     |            |                               |         |
| 03. | 31.08.1988 | «Фрідріх Людвіг Ян», Берлін     | НДР               | 1—0     | Товариський матч    | НДР        |            |                               |         |
| 04. | 15.11.1988 | «Караїскакіс», Пірей            | Угорщина          | 3—0     | Товариський матч    | Греція     |            |                               |         |
| 05. | 05.09.1989 | «Легія», Варшава                | Польща            | 3—0     | Товариський матч    | Польща     |            |                               |         |
| 06. | 11.10.1989 | «Юрій Гагарін», Варна           | Болгарія          | 4—0     | Відбір до ЧС-1990   | Болгарія   |            |                               |         |
| 07. | 25.10.1989 | «Непп», Будапешт                | Угорщина          | 1—1     | Товариський матч    | Угорщина   |            |                               |         |
| 08. | 05.09.1990 | «Етніко», Патри                 | Албанія           | 1—0     | Товариський матч    | Греція     | 48'        |                               |         |
| 09. | 10.10.1990 | «Спиридон Луїс», Афіни          | Єгипет            | 6—1     | Товариський матч    | Греція     |            |                               |         |
| 10. | 31.10.1990 | «Спиридон Луїс», Афіни          | Мальта            | 4—0     | Відбір до Євро-1992 | Греція     |            |                               |         |
| 11. | 23.01.1991 | «Спиридон Луїс», Афіни          | Португалія        | 3—2     | Відбір до Євро-1992 | Греція     |            |                               |         |
| 12. | 27.02.1991 | «Циріон», Лімасол               | Кіпр              | 1—1     | Товариський матч    | Кіпр       |            |                               |         |
| 13. | 27.03.1991 | «Абделла», Рабат                | Марокко           | 0—0     | Товариський матч    | Марокко    |            |                               |         |
| 14. | 17.04.1991 | «Неа-Філадельфія», Афіни        | Швеція            | 2—2     | Товариський матч    | Греція     |            |                               |         |
| 15. | 04.09.1991 | «Спиридон Луїс», Афіни          | Албанія           | 0—2     | Товариський матч    | Греція     |            |                               |         |
| 16. | 20.11.1991 | «Да Луж», Лісабон               | Португалія        | 1—0     | Відбір до Євро-1992 | Португалія |            |                               |         |
| 17. | 22.12.1991 | «Та'Калі», Валетта              | Мальта            | 1—1     | Відбір до Євро-1992 | Мальта     |            |                               |         |
| 18. | 25.03.1992 | «Циріон», Лімасол               | Кіпр              | 1—3     | Товариський матч    | Кіпр       |            |                               |         |
| 19. | 13.05.1992 | «Спиридон Луїс», Афіни          | Ісландія          | 1—0     | Відбір до ЧС-1994   | Греція     |            |                               |         |
| 20. | 02.09.1992 | «Кафтанзоглу», Салоніки         | Кіпр              | 2—3     | Товариський матч    | Греція     |            |                               |         |
| 21. | 07.10.1992 | «Лаугардасваллур», Рейк'явік    | Ісландія          | 0—1     | Відбір до ЧС-1994   | Ісландія   |            |                               |         |
| 22. | 11.11.1992 | «Кафтанзоглу», Салоніки         | Угорщина          | 0—0     | Відбір до ЧС-1994   | Греція     |            |                               |         |
| 23. | 17.02.1993 | «Спиридон Луїс», Афіни          | Люксембург        | 2—0     | Відбір до ЧС-1994   | Греція     | 30' (пен.) |                               |         |
| 24. | 12.10.1993 | «Стад Жозі Бартель», Люксембург | Люксембург        | 1—3     | Відбір до ЧС-1994   | Люксембург |            |                               |         |
| 25. | 13.05.1994 | «Караїскакіс», Пірей            | Болівія           | 0—0     | Товариський матч    | Греція     |            |                               |         |
| 26. | 05.06.1994 | «Джаєнтс», Нью-Джерсі           | Колумбія          | 2—0     | Товариський матч    | США        |            |                               |         |
| 27. | 26.06.1994 | «Солджерс Філд», Чикаго         | Болгарія          | 4—0     | ЧС-1994             | США        |            |                               |         |
| 28. | 30.06.1994 | «Фоксборо», Бостон              | Нігерія           | 0—2     | ЧС-1994             | США        |            |                               |         |

## Нагороди та досягнення
Клубні
- АЕК
  - Чемпіонат Греції (3): 1991—92, 1992—93, 1993—94
  - Кубок Греції (2): 1995—96, 1996—97
  - Суперкубок Греції (1): 1996

Індивідуальні
- АЕК
  - Найкращий бомбардир Альфа Етнікі (2): 1991—92, 1992—93